# Jaber al-Moubarak al-Ahmad al-Sabah
Cheikh Jaber al-Moubarak al-Ahmad al-Sabah (جابر مبارك الحمد الصباح), né le 5 janvier 1942 à Koweït et mort le 14 septembre 2024, est un prince de la maison Al Sabah et un homme politique koweïtien. Il est Premier ministre du 4 décembre 2011 au 19 novembre 2019.

## Biographie
Jaber al-Moubarak al-Ahmad fait partie du clan Al Sabah, la famille qui règne sur le Koweït depuis le XVIIIe siècle. Il est petit-fils d'Hamad, lui-même quatrième fils de Moubarak al-Sabah, émir de 1896 à 1915. 
De 1968 à 1979, cheikh Jaber occupe diverses fonctions au palais de l'émir avant d'être nommé gouverneur d'Hawalli en 1979 puis d'Al Ahmadi en 1985. Il est ministre des Affaires sociales et du travail de 1986 à 1988 puis de l'Information de 1988 à 1990.
En 1991, il est nommé conseiller auprès de l'émir Jaber, fonction qu'il occupe jusqu'au 14 février 2001, quand il est nommé vice-Premier ministre et ministre de la Défense. Il est également ministre de l'Intérieur en 2006 et 2007.
Le 4 décembre 2011, il est nommé Premier ministre et reconduit le 1er décembre 2012. Suivant les conseils des institutions financières internationales, il lance un programme de réformes économiques, comprenant en particulier le démantèlement du système de subventions. En janvier 2015, il libéralise les prix du gazole et du kérosène, qui triplent alors. Il est finalement contraint de geler pendant près d’un an son programme de levée graduelle des subventions et concède des dérogations à diverses entreprises.
Il continue de diriger le gouvernement jusqu'à sa démission le 14 novembre 2019. Il est remplacé le 19 novembre par Sabah al-Khaled al-Sabah.
Jaber al-Moubarak al-Ahmad al-Sabah meurt le 14 septembre 2024 à l’âge de 82 ans.